# UCI America Tour 2010
L'UCI America Tour 2010 fu la sesta edizione dell'UCI America Tour, uno dei cinque circuiti continentali di ciclismo dell'Unione Ciclistica Internazionale. Era composto da quarantuno corse, poi ridotte a trentasette effettive, che si svolsero tra ottobre 2009 e settembre 2010 nelle Americhe.

## Calendario

### Ottobre 2009
| Data | Prova                          | Cat. | Vincitore             | Squadra     |
| ---- | ------------------------------ | ---- | --------------------- | ----------- |
| 4-10 | Vuelta Chihuahua Internacional | 2.1  | Óscar Sevilla         | Rock Racing |
| 20-1 | Vuelta a Guatemala             | 2.2  | Nery Felipe Velasquez |             |

### Novembre 2009
| Data  | Prova                   | Cat. | Vincitore             | Squadra   |
| ----- | ----------------------- | ---- | --------------------- | --------- |
| 1-8   | Vuelta a Bolivia        | 2.2  | Gregorio Ladino Vega  | Tecos UAG |
| 21-29 | Vuelta al Ecuador       | 2.2  | Fernando Camargo      |           |
| 24-29 | Vuelta Ciclista Chiapas | 2.2  | Libardo Nino Corredor |           |

### Dicembre 2009
| Data  | Prova                        | Cat. | Vincitore      | Squadra                        |
| ----- | ---------------------------- | ---- | -------------- | ------------------------------ |
| 16-28 | Vuelta Ciclista a Costa Rica | 2.2  | Janier Acevedo | Greatwall-Indeportes Antioquia |

### Gennaio
| Data  | Prova             | Cat. | Vincitore       | Squadra        |
| ----- | ----------------- | ---- | --------------- | -------------- |
| 13-24 | Vuelta al Táchira | 2.2  | José Rujano     | ISD-Neri       |
| 18-24 | Tour de San Luis  | 2.1  | Vincenzo Nibali | Liquigas-Doimo |

### Febbraio
| Data  | Prova                                    | Cat. | Vincitore         | Squadra    |
| ----- | ---------------------------------------- | ---- | ----------------- | ---------- |
| 9-21  | Vuelta a Cuba                            | 2.2  | Arnold Alcolea    | Cuba       |
| 16-21 | Rutas de América                         | 2.2  | Hernan Cline      | Alas Rojas |
| 21-28 | Vuelta Ciclística Independencia Nacional | 2.2  | Augusto Beriguete |            |

### Marzo
| Data  | Prova                         | Cat. | Vincitore          | Squadra                |
| ----- | ----------------------------- | ---- | ------------------ | ---------------------- |
| 15-19 | Giro do Interior de Sao Paulo | 2.2  | Renato Seabra      |                        |
| 26-4  | Vuelta Ciclista al Uruguay    | 2.2  | Richard Mascarañas | Alas Rojas Santa Lucia |

### Aprile
| Data  | Prova                                            | Cat. | Vincitore                | Squadra |
| ----- | ------------------------------------------------ | ---- | ------------------------ | ------- |
| 14-18 | Volta Ciclistica Internacional de Gravatai       | 2.2  | Jaime Alberto Castaneda  | Une-Epm |
| 18    | Tour of the Battenkill                           | 1.2  | Caleb Fairly             |         |
| 18-25 | Vuelta Mexico                                    | 2.2  | Óscar Sevilla            |         |
| 21-25 | Volta Ciclistica Internacional de Santa Catarina | 2.2  | Edward Stiver Ortiz Caro | Une-Epm |

### Maggio
| Data  | Prova                                      | Cat. | Vincitore      | Squadra           |
| ----- | ------------------------------------------ | ---- | -------------- | ----------------- |
| 2     | Air Force Cycling Classic                  | 1.2  | Annullata      |                   |
| 8     | Campionati panamericani-Cronometro         | CC   | Iván Casas     | Colombia          |
| 8     | Campionati panamericani-Cronometro U23     | CC   | Benjamin King  | Stati Uniti       |
| 10    | Campionati panamericani-Corsa in linea     | CC   | Carlos Oyarzún | Cile              |
| 10    | Campionati panamericani-Corsa in linea U23 | CC   | Benjamin King  | Stati Uniti       |
| 12-16 | Doble Sucre Potosi G.P. Cemento Fancesa    | 2.2  | Óscar Soliz    | Ebsa              |
| 16-23 | Tour of California                         | 2.HC | Michael Rogers | Team HTC-Columbia |
| 25-30 | Vuelta Internacional del Café              | 2.2  | Annullata      |                   |

### Giugno
| Data  | Prova                                    | Cat.   | Vincitore               | Squadra                     |
| ----- | ---------------------------------------- | ------ | ----------------------- | --------------------------- |
| 2-6   | Volta Ciclistica Internacional do Paraná | 2.2    | Marco Arriagada         | Funvic-Pindamonhangaba      |
| 3-6   | Coupe des Nations Ville de Saguenay      | 2.Ncup | Luka Mezgec             | Slovenia                    |
| 6     | Clásico San Antonio de Padua Guayama     | 1.2    | Alexander González Peña | Triple-S                    |
| 6     | Philadelphia International Championship  | 1.HC   | Matthew Goss            | Team HTC-Columbia           |
| 12    | La visite chrono de Gatineau             | 1.2    | Ben Day                 | Fly V Australia             |
| 13    | Air Force Cycling Classic Crystal Cup    | 1.2    | Jake Keough             | UnitedHealthcare p/b Maxxis |
| 15-20 | Tour de Beauce                           | 2.2    | Ben Day                 | Fly V Australia             |
| 30-11 | Vuelta a Venezuela                       | 2.2    | Tomás Gil               | Loteria Del Tachira         |

### Luglio
| Data  | Prova                                     | Cat. | Vincitore          | Squadra                    |
| ----- | ----------------------------------------- | ---- | ------------------ | -------------------------- |
| 9     | Prova Ciclistica 9 de Julho               | 1.2  | Francisco Chamorro | Scott-Marcondes            |
| 10-18 | Tour cycliste International de Martinique | 2.2  | Miyataka Shimizu   | Bridgestone Anchor         |
| 28-1  | Tour do Rio                               | 2.2  | Tomas Alberio      | Trevigiani Dynamon Bottoli |

### Agosto
| Data | Prova                                        | Cat. | Vincitore         | Squadra                          |
| ---- | -------------------------------------------- | ---- | ----------------- | -------------------------------- |
| 1-15 | Vuelta Pilsen a Colombia                     | 2.2  | Sergio Henao      | Ind Ant-Idea-Fla-Lot De Medellin |
| 6-15 | Tour Cycliste International de la Guadeloupe | 2.2  | Francisco Mancebo | Heraklion Kastro-Murcia          |
| 7-12 | Tour of New York                             | 1.2  | Annullata         |                                  |
| 31-6 | Tour of Missouri                             | 2.HC | Annullata         |                                  |

### Settembre
| Data  | Prova              | Cat. | Vincitore       | Squadra        |
| ----- | ------------------ | ---- | --------------- | -------------- |
| 11-12 | Univest Grand Prix | 2.2  | Jonas Ahlstrand | Team Cykelcity |

## Classifiche
Aggiornate al 3 ottobre 2010.
| Pos. | Corridore             | Squadra   | Punti |
| ---- | --------------------- | --------- | ----- |
| 1    | Gregorio Ladino       |           | 239   |
| 2    | Óscar Sevilla         |           | 186   |
| 3    | Arnold Alcolea        |           | 176   |
| 4    | José Alarcon          |           | 160   |
| 5    | Óscar Soliz           |           | 138   |
| 6    | Libardo Niño          |           | 136   |
| 7    | Richard Mascarañas    |           | 136   |
| 8    | Francisco Mancebo     | Hearklion | 132   |
| 9    | Jose Alirio Contreras |           | 119   |
| 10   | Carlos Oyarzún        |           | 116   |

| Pos. | Squadra                     | Punti  |
| ---- | --------------------------- | ------ |
| 1    | Funvic-Pindamonhangaba      | 347    |
| 2    | Spidertech                  | 316    |
| 3    | Une-Epm                     | 268    |
| 4    | Androni Giocattoli          | 212    |
| 5    | Hearklion Kastro-Murcia     | 198    |
| 6    | Fly V Australia             | 190    |
| 7    | Burgos 2016-Castilla y León | 145,66 |
| 8    | Team Type 1                 | 134    |
| 9    | Scott-Marcondes             | 131    |
| 10   | UnitedHealthcare p/b Maxxis | 121    |

| Pos. | Nazione     | Punti    |
| ---- | ----------- | -------- |
| 1    | Colombia    | 1 455,06 |
| 2    | Venezuela   | 1 068,6  |
| 3    | Stati Uniti | 846,5    |
| 4    | Canada      | 681      |
| 5    | Brasile     | 487      |
| 6    | Argentina   | 434      |
| 7    | Costa Rica  | 415,3    |
| 8    | Uruguay     | 369      |
| 9    | Cuba        | 307      |
| 10   | Cile        | 264      |